# Martín de Valencia
Martín de Valencia O.F.M. (c. 1474, Valencia de Don Juan, León — 1534, Tlalmanalco, Nueva España). Misionero franciscano, personalidad clave dentro de la historia de la conquista y evangelización de la Nueva España, fue el líder de los Doce apóstoles de México

## Biografía
Los datos históricos de este personaje se remontan a su ingreso a la orden Franciscana en el Convento de Mayorga en la Tierra de Campos, siendo discípulo de fray Juan de Argumanes de la orden de los observantes de la Provincia de Santiago, también fue precursor de que la custodia de San Gabriel fuese elevada al rango de Provincia, viajando personalmente a Roma para este propósito. Cierto tiempo radicó en Belvís de Monroy, donde fundó el monasterio de Santa María del Berrocal, en donde permaneció cierto tiempo dando muestras de capacidad y conocimiento en filosofía y religión. Luego, al viajar a Portugal, estableció contacto con fray Juan de Guadalupe. Se entrevistó con la Beata del Barco de Ávila, que al conocer de su intención de viajar al Nuevo Mundo en misión evangelizadora le sugirió no hacerlo.
En 1516 se instituyó la custodia franciscana de San Gabriel, muy evangélica y observante, y en 1518 fue elegido Fray Martín como su primer provincial. Fue un superior bueno, que gobernó a sus hermanos «más por ejemplo que por palabras. Y siempre iba aumentando en sus penitencias»: cilicio y ayunos, vigilias y ceniza en la comida.
En 1523 el Padre General, fray Francisco de los Ángeles (Quiñones) le encomendó pasar con doce compañeros a evangelizar la Nueva España. El 25 de enero de 1524, alcanzaron Puerto Rico en veintisiete días de navegación, se detuvieron seis semanas en Santo Domingo, y llegaron a San Juan de Ulúa, junto a Veracruz, el 13 de mayo. Emprendieron el viaje hacia México-Tenochtitlan con la única y firme intención de llevar el cristianismo al Nuevo Mundo. Una de las máximas autoridades religiosas iniciales que hicieron arribo dentro del mundo indígena, la sencillez, la piedad, la humildad, la sobrada inteligencia y conocimiento fueron sus principales rasgos. A través de ello consiguió ganar el afecto y admiración del pueblo indígena por quienes tuvo un especial aprecio, y a quienes les legó importantes obras materiales y espirituales. Considerado por muchos como el auténtico fundador de la Iglesia católica en Nueva España.
Fue un religioso más contemplativo que activo. No obstante, tuvo gran energía en los primeros años más difíciles para sujetar a los españoles que se habían desmandado, por lo que hubo de sufrir más de una persecución y calumnia.[cita requerida] Fue gran amigo del obispo Zumárraga, franciscano, y del dominico fray Domingo de Betanzos.
- [[José María Iraburu|Iraburu, José María]] (2003). Hechos de los apóstoles de América (3ª edición). Pamplona: Fundación Gratis Date. p. 558. ISBN 84-87903-36-3. Archivado desde el original el 15 de octubre de 2014.

- Datos: Q1905334